# Championnat du Paraguay de football 2001
Navigation
Saison précédente Saison suivante
La saison 2001 du Championnat du Paraguay de football est la quatre-vingt-onzième édition de la Primera División, le championnat de première division au Paraguay. Les dix meilleurs clubs du pays disputent la compétition, qui se déroule en trois phases :
- un tournoi Ouverture joué sous forme de poule unique où les équipes s’affrontent une fois. Les huit premiers se qualifient pour la phase finale, disputée en match à élimination directe.
- un tournoi Clôture qui reprend le même principe que le tournoi Ouverture.
- les vainqueurs des tournois saisonniers se rencontrent lors de la finale nationale pour le titre.

C'est le Cerro Porteño qui est sacré champion cette saison après avoir remporté à la fois les tournois Ouverture et Clôture. C'est le 25e titre de champion du Paraguay de l’histoire du club.

## Les clubs participants
| - Club Guaraní - Cerro Porteño - Club Atlético Colegiales - Club Olimpia - Club Sol de América | - Club Sportivo Luqueño - Club Libertad - Promu de División Intermedia - Club Cerro Corá - Club Sportivo San Lorenzo - 12 de Octubre FC |

## Compétition
Le barème utilisé pour établir l’ensemble des classements est le suivant :
- Victoire : 3 points
- Match nul : 1 point
- Défaite : 0 point

### Tournoi Ouverture

#### Première phase
| Rang | Équipe                    | Pts | J | G | N | P | Bp | Bc | Diff |
| ---- | ------------------------- | --- | - | - | - | - | -- | -- | ---- |
| 1    | Club LibertadP            | 20  | 9 | 6 | 2 | 1 | 16 | 8  | +8   |
| 2    | Club Sportivo Luqueño     | 19  | 9 | 6 | 1 | 2 | 26 | 14 | +12  |
| 3    | Club OlimpiaT             | 18  | 9 | 5 | 3 | 1 | 21 | 15 | +6   |
| 4    | Club Guaraní              | 18  | 9 | 5 | 3 | 1 | 14 | 9  | +5   |
| 5    | Cerro Porteño             | 12  | 9 | 3 | 3 | 3 | 17 | 13 | +4   |
| 6    | Club Sol de América       | 10  | 9 | 2 | 4 | 3 | 14 | 18 | -4   |
| 7    | Club Cerro Corá           | 9   | 9 | 2 | 3 | 4 | 13 | 17 | -4   |
| 8    | Club Atlético Colegiales  | 8   | 9 | 2 | 2 | 5 | 9  | 17 | -8   |
| 9    | Club Sportivo San Lorenzo | 5   | 9 | 1 | 2 | 6 | 13 | 23 | -10  |
| 10   | 12 de Octubre FC          | 3   | 9 | 0 | 3 | 6 | 11 | 20 | -9   |

|  | Qualification pour la phase finale du tournoi        |
|  | T : Tenant du titre P : Promu de División Intermedia |

#### Phase finale
|  | Quarts de finale         | Quarts de finale         | Quarts de finale      | Quarts de finale      |               |               | Demi-finales | Demi-finales | Demi-finales | Demi-finales |  |  | Finale | Finale | Finale | Finale |
|  |                          |                          |                       |                       |               |               |              |              |              |              |  |  |        |        |        |        |
|  |                          |                          |                       |                       |               |               |              |              |              |              |  |  |        |        |        |        |
|  |                          |                          |                       |                       |               |               |              |              |              |              |  |  |        |        |        |        |
|  | Club Atlético Colegiales | Club Atlético Colegiales | 1                     | 1                     |               |               |              |              |              |              |  |  |        |        |        |        |
|  | Club Atlético Colegiales | Club Atlético Colegiales | 1                     | 1                     |               |               |              |              |              |              |  |  |        |        |        |        |
|  | Club Libertad            | Club Libertad            | 1                     | 1                     |               |               |              |              |              |              |  |  |        |        |        |        |
|  | Club Libertad            | Club Libertad            | 1                     | 1                     | Club Libertad | Club Libertad | 0            | 1            |              |              |  |  |        |        |        |        |
|  |                          |                          |                       |                       | Club Libertad | Club Libertad | 0            | 1            |              |              |  |  |        |        |        |        |
|  |                          |                          | Cerro Porteño         | Cerro Porteño         | 1             | 2             |              |              |              |              |  |  |        |        |        |        |
|  | Club Guaraní             | Club Guaraní             | Cerro Porteño         | Cerro Porteño         | 1             | 2             | 0            | 2            |              |              |  |  |        |        |        |        |
|  | Club Guaraní             | Club Guaraní             |                       |                       |               |               |              | 2            |              |              |  |  |        |        |        |        |
|  | Cerro Porteño            | Cerro Porteño            | 2                     | 1                     |               |               |              |              |              |              |  |  |        |        |        |        |
|  | Cerro Porteño            | Cerro Porteño            | 2                     | 1                     | Cerro Porteño | Cerro Porteño | 3            | 3            |              |              |  |  |        |        |        |        |
|  |                          |                          |                       |                       | Cerro Porteño | Cerro Porteño | 3            | 3            |              |              |  |  |        |        |        |        |
|  |                          |                          | Club Sportivo Luqueño | Club Sportivo Luqueño | 0             | 1             |              |              |              |              |  |  |        |        |        |        |
|  | Club Sol de América      | Club Sol de América      | Club Sportivo Luqueño | Club Sportivo Luqueño | 0             | 1             | 1            | 0            |              |              |  |  |        |        |        |        |
|  | Club Sol de América      | Club Sol de América      |                       |                       |               |               |              |              |              |              |  |  |        |        |        |        |
|  | Club Olimpia             | Club Olimpia             | 2                     | 1                     |               |               |              |              |              |              |  |  |        |        |        |        |
|  | Club Olimpia             | Club Olimpia             | 2                     | 1                     | Club Olimpia  | Club Olimpia  | 0            | 0            |              |              |  |  |        |        |        |        |
|  |                          |                          |                       |                       | Club Olimpia  | Club Olimpia  | 0            | 0            |              |              |  |  |        |        |        |        |
|  |                          |                          | Club Sportivo Luqueño | Club Sportivo Luqueño | 0             | 2             |              |              |              |              |  |  |        |        |        |        |
|  | Club Cerro Corá          | Club Cerro Corá          | Club Sportivo Luqueño | Club Sportivo Luqueño | 0             | 2             | 0            | 3            |              |              |  |  |        |        |        |        |
|  | Club Cerro Corá          | Club Cerro Corá          |                       |                       |               |               |              | 3            |              |              |  |  |        |        |        |        |
|  | Club Sportivo Luqueño    | Club Sportivo Luqueño    | 1                     | 4                     |               |               |              |              |              |              |  |  |        |        |        |        |
|  | Club Sportivo Luqueño    | Club Sportivo Luqueño    | 1                     | 4                     |               |               |              |              |              |              |  |  |        |        |        |        |
|  |                          |                          |                       |                       |               |               |              |              |              |              |  |  |        |        |        |        |

- Club Libertad se qualifie aux dépens du Club Atlético Colegiales grâce à un meilleur classement à l'issue de la première phase.

### Tournoi Clôture

#### Première phase
| Rang | Équipe                    | Pts | J | G | N | P | Bp | Bc | Diff |
| ---- | ------------------------- | --- | - | - | - | - | -- | -- | ---- |
| 1    | Cerro Porteño             | 17  | 9 | 5 | 2 | 2 | 14 | 7  | +7   |
| 2    | Club LibertadP            | 16  | 9 | 4 | 4 | 1 | 12 | 4  | +8   |
| 3    | 12 de Octubre FC          | 16  | 9 | 5 | 1 | 3 | 15 | 10 | +5   |
| 4    | Club Cerro Corá           | 14  | 9 | 4 | 2 | 3 | 15 | 14 | +1   |
| 5    | Club Sportivo San Lorenzo | 13  | 9 | 4 | 1 | 4 | 11 | 11 | 0    |
| 6    | Club Sportivo Luqueño     | 13  | 9 | 3 | 4 | 2 | 11 | 12 | -1   |
| 7    | Club Guaraní              | 10  | 9 | 3 | 1 | 5 | 6  | 9  | -3   |
| 8    | Club Sol de América       | 9   | 9 | 2 | 3 | 4 | 11 | 16 | -5   |
| 9    | Club Atlético Colegiales  | 9   | 9 | 2 | 3 | 4 | 6  | 11 | -5   |
| 10   | Club OlimpiaT             | 7   | 9 | 2 | 1 | 6 | 6  | 13 | -7   |

|  | Qualification pour la deuxième phase                 |
|  | T : Tenant du titre P : Promu de División Intermedia |

- Club Cerro Corá et Club Atlético Colegiales ne peuvent disputer la phase finale car ils sont respectivement relégué et concerné par le barrage de promotion-relégation (voir le classement cumulé).

#### Phase finale
|  | Quarts de finale          | Quarts de finale          | Quarts de finale | Quarts de finale |                           |                           | Demi-finales | Demi-finales | Demi-finales | Demi-finales |  |  | Finale | Finale | Finale | Finale |
|  |                           |                           |                  |                  |                           |                           |              |              |              |              |  |  |        |        |        |        |
|  |                           |                           |                  |                  |                           |                           |              |              |              |              |  |  |        |        |        |        |
|  |                           |                           |                  |                  |                           |                           |              |              |              |              |  |  |        |        |        |        |
|  | Club Sol de América       | Club Sol de América       | 0                | 2                |                           |                           |              |              |              |              |  |  |        |        |        |        |
|  | Club Sol de América       | Club Sol de América       | 0                | 2                |                           |                           |              |              |              |              |  |  |        |        |        |        |
|  | Club Libertad             | Club Libertad             | 1                | 1                |                           |                           |              |              |              |              |  |  |        |        |        |        |
|  | Club Libertad             | Club Libertad             | 1                | 1                | Club Libertad             | Club Libertad             | 1            | 0            |              |              |  |  |        |        |        |        |
|  |                           |                           |                  |                  | Club Libertad             | Club Libertad             | 1            | 0            |              |              |  |  |        |        |        |        |
|  |                           |                           | Club Guaraní     | Club Guaraní     | 1                         | 3                         |              |              |              |              |  |  |        |        |        |        |
|  | Club Guaraní              | Club Guaraní              | Club Guaraní     | Club Guaraní     | 1                         | 3                         | 2            | 2            |              |              |  |  |        |        |        |        |
|  | Club Guaraní              | Club Guaraní              |                  |                  |                           |                           |              | 2            |              |              |  |  |        |        |        |        |
|  | 12 de Octubre FC          | 12 de Octubre FC          | 3                | 0                |                           |                           |              |              |              |              |  |  |        |        |        |        |
|  | 12 de Octubre FC          | 12 de Octubre FC          | 3                | 0                | Club Guaraní              | Club Guaraní              | 4            | 0            |              |              |  |  |        |        |        |        |
|  |                           |                           |                  |                  | Club Guaraní              | Club Guaraní              | 4            | 0            |              |              |  |  |        |        |        |        |
|  |                           |                           | Cerro Porteño    | Cerro Porteño    | 3                         | 1                         |              |              |              |              |  |  |        |        |        |        |
|  | Club Sportivo San Lorenzo | Club Sportivo San Lorenzo | Cerro Porteño    | Cerro Porteño    | 3                         | 1                         | 1            | 0            |              |              |  |  |        |        |        |        |
|  | Club Sportivo San Lorenzo | Club Sportivo San Lorenzo |                  |                  |                           |                           |              |              |              |              |  |  |        |        |        |        |
|  | Club Sportivo Luqueño     | Club Sportivo Luqueño     | 0                | 0                |                           |                           |              |              |              |              |  |  |        |        |        |        |
|  | Club Sportivo Luqueño     | Club Sportivo Luqueño     | 0                | 0                | Club Sportivo San Lorenzo | Club Sportivo San Lorenzo | 2            | 0            |              |              |  |  |        |        |        |        |
|  |                           |                           |                  |                  | Club Sportivo San Lorenzo | Club Sportivo San Lorenzo | 2            | 0            |              |              |  |  |        |        |        |        |
|  |                           |                           | Cerro Porteño    | Cerro Porteño    | 1                         | 3                         |              |              |              |              |  |  |        |        |        |        |
|  | Cerro Porteño             | Cerro Porteño             | Cerro Porteño    | Cerro Porteño    | 1                         | 3                         | 3            | 1            |              |              |  |  |        |        |        |        |
|  | Cerro Porteño             | Cerro Porteño             |                  |                  |                           |                           |              | 1            |              |              |  |  |        |        |        |        |
|  | Club Olimpia              | Club Olimpia              | 0                | 0                |                           |                           |              |              |              |              |  |  |        |        |        |        |
|  | Club Olimpia              | Club Olimpia              | 0                | 0                |                           |                           |              |              |              |              |  |  |        |        |        |        |
|  |                           |                           |                  |                  |                           |                           |              |              |              |              |  |  |        |        |        |        |

### Finale nationale
La finale nationale n’est pas disputée car Cerro Porteño a remporté les deux tournois saisonniers.

### Barrage pour la2eplace
Les deux clubs finalistes des tournois s'affrontent pour déterminer le second à l'issue du championnat, qui donne un bonus de 3 points pour la Liguilla pré-Libertadores.
| Équipe 1              | Résultat      | Équipe 2     |
| --------------------- | ------------- | ------------ |
| Club Sportivo Luqueño | 2 - 2 4-3 tab | Club Guaraní |

### Classement cumulé
Le classement cumulé des premières phases des tournois détermine les six clubs qualifiés pour la Liguilla pré-Libertadores. Pour la relégation (directe ou le barrage), ce sont les points accumulés lors des trois dernières saisons qui sont utilisés comme critères de classement.
| Rang | Équipe                    | Pts | J  | G  | N | P | Bp | Bc | Diff |
| ---- | ------------------------- | --- | -- | -- | - | - | -- | -- | ---- |
| 1    | Club LibertadP            | 36  | 18 | 10 | 6 | 2 | 28 | 12 | +16  |
| 2    | Cerro PorteñoOuv Clo      | 29  | 18 | 8  | 5 | 5 | 31 | 20 | +11  |
| 3    | Club Sportivo Luqueño     | 29  | 18 | 8  | 5 | 5 | 32 | 23 | +9   |
| 4    | Club Guaraní              | 28  | 18 | 8  | 4 | 6 | 20 | 18 | +2   |
| 5    | Club OlimpiaT             | 25  | 18 | 7  | 4 | 7 | 27 | 28 | -1   |
| 6    | Club Cerro Corá           | 23  | 18 | 6  | 5 | 7 | 28 | 31 | -3   |
| 7    | 12 de Octubre FC          | 19  | 18 | 5  | 4 | 9 | 26 | 30 | -4   |
| 8    | Club Sol de América       | 19  | 18 | 4  | 7 | 7 | 25 | 34 | -9   |
| 9    | Club Atlético Colegiales  | 17  | 18 | 4  | 5 | 9 | 15 | 28 | -13  |
| 10   | Club Sportivo San Lorenzo | 17  | 18 | 4  | 5 | 9 | 20 | 36 | -16  |

|  | Qualification pour la Copa Libertadores 2002                                                                                 |
|  | Qualification pour la Liguilla pré-Libertadores                                                                              |
|  | Participation au barrage de promotion-relégation                                                                             |
|  | Relégation directe en División Intermedia                                                                                    |
|  | T : Tenant du titre Ouv : Vainqueur du tournoi Ouverture Clo : Vainqueur du tournoi Clôture P : Promu de División Intermedia |

### Liguilla pré-Libertadores
Les six équipes qualifiées s’affrontent pour déterminer les deux derniers représentants du Paraguay en Copa Libertadores. 
| Rang | Équipe                  | Pts | J | G | N | P | Bp | Bc | Diff |
| ---- | ----------------------- | --- | - | - | - | - | -- | -- | ---- |
| 1    | 12 de Octubre FC        | 10  | 5 | 3 | 1 | 1 | 10 | 4  | +6   |
| 2    | Club Olimpia            | 10  | 5 | 3 | 1 | 1 | 8  | 5  | +3   |
| 3    | Club Libertad           | 7   | 5 | 2 | 1 | 2 | 11 | 11 | 0    |
| 4    | Club Guaraní            | 7   | 5 | 2 | 1 | 2 | 4  | 5  | -1   |
| 5    | Club Sportivo Luqueño+3 | 7   | 5 | 1 | 1 | 3 | 7  | 13 | -6   |
| 6    | Club Sol de América     | 4   | 5 | 1 | 1 | 3 | 8  | 10 | -2   |

### Barrage de promotion-relégation
| Équipe 1                 | Résultat | Équipe 2                 | Aller | Retour |
| ------------------------ | -------- | ------------------------ | ----- | ------ |
| Club Sport Colombia (D2) | 5 - 1    | Club Atlético Colegiales | 1 - 0 | 4 - 1  |

- Club Sport Colombia prend la place du Club Atlético Colegiales en championnat.

## Bilan de la saison
| Championnat du Paraguay de football 2001 |                           |
| Champion                                 | Cerro Porteño (25e titre) |
| Qualifications continentales             |                           |
| Copa Libertadores 2002                   | Cerro Porteño             |
| Copa Libertadores 2002                   | 12 de Octubre FC          |
| Copa Libertadores 2002                   | Club Olimpia              |
| Promotions et relégations                |                           |
| Promus en Primera División               | Deportivo Recoleta        |
| Promus en Primera División               | Club Sport Colombia       |
| Relégués en División Intermedia          | Club Cerro Corá           |
| Relégués en División Intermedia          | Club Atlético Colegiales  |